# Disney Magic Kingdoms
Disney Magic Kingdoms è un videogioco freemium per iOS, Android e Microsoft Windows sviluppato da Gameloft. È un gioco di creazione di mondi ispirato ai parchi Disney di tutto il mondo. È stato lanciato ufficialmente il 17 marzo 2016.

## Trama
Il gioco si svolge nel Regno, un luogo basato principalmente su Disneyland. Quando Malefica lancia un malefico incantesimo sul Regno, liberandolo da tutta la sua potente magia. Il giocatore deve aiutare a riportarlo indietro, creandone un parco.

## Modalità di gioco
Lo spazio è concepito come un regno incantato con un'area principale attraverso la quale i visitatori entrano conducendoli al castello centrale. Questa strada è ispirata a Main Street, USA.
All'inizio del gioco Topolino scopre il parco ricoperto da una nebbia incantata a seguito di un incantesimo di Malefica, le zone maledette. Il giocatore invia Topolino e successivamente altri personaggi, per eseguire missioni o compiti che producono magia.
La magia rappresentata dalle fiale blu permette di acquistare personaggi ed edifici (attrazioni, chioschi o decorazioni). Esistono varianti a seconda degli eventi. La magia può essere acquistata in cambio di gemme.
Le gemme rappresentate dai diamanti rosa si ottengono completando compiti, missioni, completando una raccolta di personaggi, guardando una pubblicità o casualmente in gioco. Puoi anche acquistarli con soldi reali.
La gioia rappresentata da una faccina (quattro livelli) aumenta il numero di visitatori del parco. Il giocatore dovrà selezionare un visitatore e soddisfare il suo desiderio (indicato da una bolla). Il suo desiderio potrebbe essere quello di andare a un'attrazione o incontrare un personaggio che svolge un compito.
I forzieri magici (aggiunti con la versione 1.3.1) sono disponibili in quattro diversi tipi: bronzo, argento, oro e platino. A seconda del tipo, impiegano più o meno tempo per essere disincantarsi (3, 6, 12 o 24 ore) e offrono diverse ricompense. Queste ricompense sono disponibili in diverse forme: magia, oggetto per evoluzioni, edifici che includono attrazioni esclusive.

### Personaggi
I personaggi dell'universo Disney passeggiano nel parco. Un'icona che rappresenta il personaggio in alto a sinistra dello schermo indica se è disponibile o se ha terminato il suo compito (un segno di spunta verde). Le icone sono impilate in ordine alfabetico (per nomi in italiano).
Le missioni sono compiti che sbloccano elementi della trama. Le attività sono azioni di personaggi con un tempo di esecuzione compreso tra 60 secondi e 24 ore. I compiti a volte richiedono un secondo personaggio o la costruzione di un'attrazione. È possibile svolgere un'attività direttamente spendendo gemme in base al tempo rimanente. Le attività ti consentono di raccogliere stelle, magia o il suo equivalente per un evento e oggetti per le evoluzioni.
Le evoluzioni dei personaggi vengono effettuate accumulando oggetti associati al personaggio da raccogliere tramite compiti. Normalmente ogni personaggio richiede un oggetto comune con gli altri personaggi nel tema, due oggetti specifici e la magia eccetto il primo livello che richiede solo un oggetto specifico. I personaggi possono salire ad un massimo di 10 livelli a eccezione di Merlino che raggiunge massimo il livello 2.
| Collezione                          | Nome                 |
| ----------------------------------- | -------------------- |
| La spada nella roccia               | Merlino              |
| Topolino e i suoi amici             | Pluto                |
| Topolino e i suoi amici             | Topolino             |
| Topolino e i suoi amici             | Minni                |
| Topolino e i suoi amici             | Pippo                |
| Topolino e i suoi amici             | Paperina             |
| Topolino e i suoi amici             | Paperino             |
| Topolino e i suoi amici             | Pietro Gambadilegno  |
| Topolino e i suoi amici             | Cip                  |
| Topolino e i suoi amici             | Ciop                 |
| Toy Story                           | Zurg                 |
| Toy Story                           | Jessie               |
| Toy Story                           | Woody                |
| Toy Story                           | Buzz Lightyear       |
| Toy Story                           | Bo Peep              |
| Toy Story                           | Hamm                 |
| Toy Story                           | Sergente             |
| Toy Story                           | Rex                  |
| Toy Story                           | Bullseye             |
| Toy Story                           | Alieno               |
| Toy Story                           | Ducky                |
| Toy Story                           | Bunny                |
| Toy Story                           | Forky                |
| Cenerentola                         | Cenerentola          |
| Cenerentola                         | Principe Henry       |
| Cenerentola                         | Fata Smemorina       |
| Cenerentola                         | Lady Tremaine        |
| Cenerentola                         | Anastasia            |
| Cenerentola                         | Genoveffa            |
| Peter Pan                           | Peter Pan            |
| Peter Pan                           | Wendy Darling        |
| Peter Pan                           | Capitan Uncino       |
| Peter Pan                           | Trilli               |
| Peter Pan                           | Gianni Darling       |
| Peter Pan                           | Michele Darling      |
| Pirati dei Caraibi                  | Elizabeth Swann      |
| Pirati dei Caraibi                  | Jack Sparrow         |
| Pirati dei Caraibi                  | Will Turner          |
| Pirati dei Caraibi                  | Hector Barbossa      |
| Pirati dei Caraibi                  | Davy Jones           |
| Pirati dei Caraibi                  | Tia Dalma            |
| Monsters & Co.                      | Mike Wazowski        |
| Monsters & Co.                      | James Sullivan       |
| Monsters & Co.                      | Boo                  |
| Monsters & Co.                      | Roz                  |
| Monsters & Co.                      | Celia Mae            |
| Monsters & Co.                      | Randall Boggs        |
| WALL•E                              | WALL•E               |
| WALL•E                              | Eve                  |
| Rapunzel                            | Madre Gothel         |
| Rapunzel                            | Flynn Rider          |
| Rapunzel                            | Rapunzel             |
| Rapunzel                            | Maximus              |
| Rapunzel                            | Pascal               |
| La bella addormentata nel bosco     | Aurora               |
| La bella addormentata nel bosco     | Filippo              |
| La bella addormentata nel bosco     | Flora                |
| La bella addormentata nel bosco     | Fauna                |
| La bella addormentata nel bosco     | Serena               |
| Zootropolis                         | Judy Hopps           |
| Zootropolis                         | Nick Wilde           |
| Zootropolis                         | Capitano Bogo        |
| Zootropolis                         | Flash                |
| Il libro della giungla              | Bagheera             |
| Il libro della giungla              | Mowgli               |
| Il libro della giungla              | Baloo                |
| Il libro della giungla              | Re Luigi             |
| Il libro della giungla              | Shere Khan           |
| Gli Incredibili                     | Dashiell Parr        |
| Gli Incredibili                     | Elastigirl           |
| Gli Incredibili                     | Mr. Incredibile      |
| Gli Incredibili                     | Jack-Jack Parr       |
| Gli Incredibili                     | Violetta Parr        |
| Gli Incredibili                     | Lucius Best          |
| Gli Incredibili                     | Sindrome             |
| Nightmare Before Christmas          | Zero                 |
| Nightmare Before Christmas          | Jack Skeletron       |
| Nightmare Before Christmas          | Sally                |
| Nightmare Before Christmas          | Bau Bau              |
| Nightmare Before Christmas          | Sindaco              |
| Frozen                              | Anna                 |
| Frozen                              | Elsa                 |
| Frozen                              | Olaf                 |
| Frozen                              | Hans                 |
| Frozen                              | Kristoff Bjorgman    |
| Frozen                              | Sven                 |
| Mulan                               | Li Shang             |
| Mulan                               | Fa Mulan             |
| Mulan                               | Mushu                |
| Mulan                               | Grillo               |
| La bella e la bestia                | Mrs. Bric            |
| La bella e la bestia                | Bestia               |
| La bella e la bestia                | Tockins              |
| La bella e la bestia                | Lumière              |
| La bella e la bestia                | Chicco               |
| La bella e la bestia                | Belle                |
| La bella e la bestia                | Gaston               |
| La bella e la bestia                | Lefou                |
| Il re leone                         | Zazu                 |
| Il re leone                         | Nala                 |
| Il re leone                         | Simba                |
| Il re leone                         | Rafiki               |
| Il re leone                         | Scar                 |
| Il re leone                         | Timon                |
| Il re leone                         | Pumbaa               |
| Il re leone                         | Shenzi               |
| Il re leone                         | Banzai               |
| Il re leone                         | Ed                   |
| Aladdin                             | Aladdin              |
| Aladdin                             | Jasmine              |
| Aladdin                             | Abu                  |
| Aladdin                             | Tappeto              |
| Aladdin                             | Jafar                |
| Aladdin                             | Iago                 |
| Aladdin                             | Genio della lampada  |
| Aladdin                             | Raja                 |
| Aladdin                             | Sultano              |
| Alice nel Paese delle Meraviglie    | Alice                |
| Alice nel Paese delle Meraviglie    | Cappellaio Matto     |
| Alice nel Paese delle Meraviglie    | Leprotto Bisestile   |
| Alice nel Paese delle Meraviglie    | Coniglio bianco      |
| Alice nel Paese delle Meraviglie    | Brucaliffo           |
| Alice nel Paese delle Meraviglie    | Regina di cuori      |
| Alice nel Paese delle Meraviglie    | Stregatto            |
| Biancaneve e i sette nani           | Biancaneve           |
| Biancaneve e i sette nani           | Principe Florian     |
| Biancaneve e i sette nani           | Mammolo              |
| Biancaneve e i sette nani           | Dotto                |
| Biancaneve e i sette nani           | Eolo                 |
| Biancaneve e i sette nani           | Cucciolo             |
| Biancaneve e i sette nani           | Gongolo              |
| Biancaneve e i sette nani           | Grimilde             |
| Biancaneve e i sette nani           | Brontolo             |
| Biancaneve e i sette nani           | Pisolo               |
| Winnie the Pooh                     | Tappo                |
| Winnie the Pooh                     | Tigro                |
| Winnie the Pooh                     | Kanga                |
| Winnie the Pooh                     | Ro                   |
| Winnie the Pooh                     | Ih-Oh                |
| Winnie the Pooh                     | Pimpi                |
| Winnie the Pooh                     | Winnie the Pooh      |
| Winnie the Pooh                     | Christopher Robin    |
| Lilo & Stitch                       | Nani Pelekai         |
| Lilo & Stitch                       | Cobra Bubbles        |
| Lilo & Stitch                       | Pleakley             |
| Lilo & Stitch                       | Angel                |
| Lilo & Stitch                       | Jumba                |
| Lilo & Stitch                       | Lilo Pelekai         |
| Lilo & Stitch                       | Stitch               |
| Bambi                               | Tamburino            |
| Bambi                               | Fiore                |
| Bambi                               | Bambi                |
| Big Hero 6                          | Hiro                 |
| Big Hero 6                          | Go-Go                |
| Big Hero 6                          | Honey Lemon          |
| Big Hero 6                          | Wasabi               |
| Big Hero 6                          | Yokaï                |
| Big Hero 6                          | Fred                 |
| Big Hero 6                          | Baymax               |
| La sirenetta                        | Sebastian            |
| La sirenetta                        | Flounder             |
| La sirenetta                        | Scuttle              |
| La sirenetta                        | Re Tritone           |
| La sirenetta                        | Principe Eric        |
| La sirenetta                        | Ursula               |
| La sirenetta                        | Ariel                |
| Ralph Spaccatutto                   | Ralph Spaccatutto    |
| Ralph Spaccatutto                   | Calhoun              |
| Ralph Spaccatutto                   | Spamley              |
| Ralph Spaccatutto                   | Yesss                |
| Ralph Spaccatutto                   | Felix Aggiustatutto  |
| Ralph Spaccatutto                   | Shank                |
| Ralph Spaccatutto                   | Vanellope            |
| La principessa e il ranocchio       | Naveen               |
| La principessa e il ranocchio       | Tiana                |
| La principessa e il ranocchio       | Eudora               |
| La principessa e il ranocchio       | Charlotte La Bouff   |
| La principessa e il ranocchio       | Dr. Facilier         |
| La principessa e il ranocchio       | Louis                |
| La principessa e il ranocchio       | Mama Odie            |
| Dumbo - L'elefante volante          | Dumbo Jumbo          |
| Dumbo - L'elefante volante          | Timoteo              |
| Dumbo - L'elefante volante          | Direttore del circo  |
| Oceania                             | Sina                 |
| Oceania                             | Nonna Tala           |
| Oceania                             | Capo Tui Waialiki    |
| Oceania                             | Pua                  |
| Oceania                             | HeiHei               |
| Oceania                             | Maui                 |
| Oceania                             | Vaiana Waialiki      |
| DuckTales - Avventure di paperi     | Paperon de' Paperoni |
| DuckTales - Avventure di paperi     | Qui                  |
| DuckTales - Avventure di paperi     | Quo                  |
| DuckTales - Avventure di paperi     | Qua                  |
| Alla ricerca di Nemo                | Nemo                 |
| Alla ricerca di Nemo                | Marlin               |
| Alla ricerca di Nemo                | Dory                 |
| Alla ricerca di Nemo                | Hank                 |
| Alla ricerca di Nemo                | Bruto                |
| Alla ricerca di Nemo                | Scorza               |
| Alla ricerca di Nemo                | Guizzo               |
| Coco                                | Miguel Rivera        |
| Elena                               |                      |
| Dante                               |                      |
| Mamá Imelda                         |                      |
| Héctor Rivera                       |                      |
| Coco Rivera                         |                      |
| Ernesto de la Cruz                  |                      |
| Frozen II - Il segreto di Arendelle | Ryder                |
| Frozen II - Il segreto di Arendelle | Honeymaren           |
| Frozen II - Il segreto di Arendelle | Spirito del fuoco    |
| Star Wars                           | R2-D2                |
| Star Wars                           | C-3PO                |
| Star Wars                           | Poe                  |
| Star Wars                           | BB-8                 |
| Star Wars                           | Finn                 |
| Star Wars                           | Rey                  |
| Star Wars                           | Stormtrooper         |
| Star Wars                           | Kylo Ren             |
| Star Wars                           | Generale Hux         |
| Lilli e il vagabondo                | Lilli                |
| Lilli e il vagabondo                | Biagio               |
| Lilli e il vagabondo                | Whisky               |
| Lilli e il vagabondo                | Joe                  |
| Lilli e il vagabondo                | Tony                 |
| Lilli e il vagabondo                | Fido                 |
| Onward - Oltre la magia             | Barley               |
| Onward - Oltre la magia             | Colt                 |
| Onward - Oltre la magia             | Laurel               |
| Onward - Oltre la magia             | Blazey               |
| Onward - Oltre la magia             | Ian                  |
| Onward - Oltre la magia             | Papà                 |
| Onward - Oltre la magia             | Manticora            |
| Pocahontas                          | Pocahontas           |
| Pocahontas                          | Meeko                |
| Pocahontas                          | Percy                |
| Hercules                            | Pegaso               |
| Hercules                            | Filottete            |
| Hercules                            | Megara               |
| Hercules                            | Pena                 |
| Hercules                            | Ercole               |
| Hercules                            | Panico               |
| Hercules                            | Ade                  |

Ci sono personaggi non giocabili:
- Merlino che informa il giocatore di nuove missioni e aree maledette che è possibile intraprendere;
- Malefica che ha lanciato la prima maledizione sul parco;
- Le scope magiche dell'apprendista stregone;
- I corvi neri di Malefica;
- Robot e robot cannone (Gli Incredibili);
- I ragni di Oogie (Nightmare Before Christmas);
- Gabbiani di Nemo;

### Edifici
Ci sono quattro tipi di edifici, attrazioni, chioschi (negozi e ristoranti), decorazioni ed edifici nel gioco.

#### Attrazioni
Esistono due tipologie di attrazioni, quelle fisse definite nel gioco e le attrazioni legate a temi. Alcune attrazioni sono disponibili solo tramite premi. Le attrazioni non possono essere spostate se un personaggio esegue un compito in esse.

#### Chioschi
Le concessioni sono ristoranti, snack o negozi. La maggior parte di essi possono essere acquistati tramite le gemme durante eventi speciali e consentono la produzione di risorse specifiche durante tali eventi.

#### Altri edifici
- Castello: permette di gestire le evoluzioni dei personaggi nel gioco.
- Tendone da parata: permette di lanciare parate aggiungendo carri. Il numero di carri allegorici è limitato e richiede l'aumento delle gemme o l'acquisto di nuovi carri.
- Cinema: ti consente di guardare fino a due spot pubblicitari al giorno per una gemma per annuncio.
- Banca: ti permette di acquistare e aprire forzieri magici che contengono ricompense.
- Negozio costumi: ti permette di aggiungere costumi a determinati personaggi.